# Jabreilles-les-Bordes
Jabreilles-les-Bordes (tiếng Occitan: Jabrelhas) là một xã của tỉnh Haute-Vienne, thuộc vùng Nouvelle-Aquitaine, miền trung nước Pháp.